# Hans nåds testamente
För andra betydelser, se Hans nåds testamente (olika betydelser).
Hans nåds testamente är en roman av den svenske författaren Hjalmar Bergman från 1910.
Baron Roger Bernhusen de Sars till Rogershus, Klockeberga och Björkenäs, ska fira sin 65-årsdag. Han har bestämt sig för att skriva sitt testamente och offentliggöra det på själva födelsedagen, vid uppvaktningen för honom på Rogershus. Precis som i Markurells i Wadköping utspelar sig handlingen i princip under en dag. Flera av gestalterna i romanen figurerar senare i Vi Bookar, Krokar och Rothar.

## Gestalter iHans nåds testamente
- Roger Bernhusen de Sars – baron, även kallad "Hans nåd"
- Abraham Björner – häradshövding
- Arvid Siedel
- Julia Hyltenius – änkedomprostinna, Hans Nåds syster
- Per Hyltenius – änkedomprostinnans nyligen avlidne make
- Blenda Hyltenius – Hans nåds oäkta dotter
- Toni, taffeltäckare – Hans nåds taffeltäckare
- Fru Lovisa Enberg – husföreståndarinna
- Jacob Enberg – son till Toni och Lovisa

## Filmatiseringar
Romanen har dramatiserats för teater och film. År 1929 förmådde Per Lindberg Bergman att göra en radioversion av romanen. Pjäsen överfördes mer eller mindre direkt till vridscenen på Vasateatern i Stockholm och fick, fortfarande i Per Lindbergs regi, premiär där den 25 augusti 1931. Victor Sjöström och Bergman skrev manus till en filmatisering filmåret 1919; till filmatiseringen 1940 skrevs manuset av Stina Bergman. Både radio- och scenversionen är utgivna i tryckt form.